# Hemileuca conjuncta
Hemileuca conjuncta är en fjärilsart som beskrevs av Watson 1912. Hemileuca conjuncta ingår i släktet Hemileuca och familjen påfågelsspinnare. Inga underarter finns listade i Catalogue of Life.